# Smolec (gromada)
Smolec – dawna gromada, czyli najmniejsza jednostka podziału terytorialnego Polskiej Rzeczypospolitej Ludowej w latach 1954–1972.
Gromady, z gromadzkimi radami narodowymi (GRN) jako organami władzy najniższego stopnia na wsi, funkcjonowały od reformy reorganizującej administrację wiejską przeprowadzonej jesienią 1954 do momentu ich zniesienia z dniem 1 stycznia 1973, tym samym wypierając organizację gminną w latach 1954–1972.
Gromadę Smolec z siedzibą GRN w Smolcu utworzono – jako jedną z 8759 gromad na obszarze Polski – w powiecie wrocławskim w woj. wrocławskim, na mocy uchwały nr 32/54 WRN we Wrocławiu z dnia 2 października 1954. W skład jednostki weszły obszary dotychczasowych gromad Smolec, Cesarzowice, Gądów, Krzeptów, Mokronos Górny, Nowa Wieś Wrocławska, Pietrzykowice, Rybnica i Zabrodzie ze zniesionej gminy Smolec oraz obszar dotychczasowej gromady Baranowice ze zniesionej gminy Kąty Wrocławskie w tymże powiecie. Dla gromady ustalono 27 członków gromadzkiej rady narodowej.
31 grudnia 1961 do gromady Smolec włączono wsie Kębłowice, Małkowice, Romnów i Skałka ze zniesionej gromady Małkowice w tymże powiecie.
Gromada przetrwała do końca 1972 roku, czyli do kolejnej reformy gminnej.